# Myrmorchilus
Myrmorchilus is een geslacht van vogels uit de familie Thamnophilidae (miervogels). Het geslacht telt één soort.
- Myrmorchilus strigilatus  –  Witbaardmiervogel